# 할리데이비슨
할리데이비슨(영어: Harley-Davidson 할리데이비드슨[*])은 미국의 모터사이클 제조 회사이자 브랜드명이다. 줄여서 할리(Harley)라고도 하며, 대한민국에서도 영어식 발음 그대로 보통 '할리'라고 발음한다. 윌리엄 S. 할리(William S. Harley)와 아서 데이비드슨(Arthur Davidson)이 1903년에 위스콘신주 밀워키에서 창립하였다. 전 세계의 대형 고급 모터사이클의 대명사이자 미국의 강력한 파워를 상징하는 상표로 자리잡았다.

## 역사
할리데이비슨은 1903년에 창립되었다. 1941년, 미국이 제2차 세계대전에 돌입하게 됨으로 인해 민간용 모터사이클 생산은 군용 수요 조달을 위해 전면 중단되었으며, 1945년 11월, 제2차 세계대전이 끝남으로 인해 민간용 모터사이클 제조에 바로 복귀를 했다. 1960년대 일본의 혼다 등의 모터사이클 회사의 저가공세로 어려움에 처하게 되어 1969년, 레저용품 제작사인 AMF와 합병되었다. 이후 할리데이비슨의 주력 상품인 대형 모터사이클은 놔두고 소형 모터사이클 개발에만 주력하게 되었다. 이로 인해 대형 모터사이클을 선호하던 할리데이비슨의 핵심 고객들이 외면하게 됨으로 1970년대 미국의 할리데이비슨 점유율은 25%까지 떨어졌다. 1981년 2월, 13명의 할리데이비슨 임원들은 할리데이비슨은 AMF로부터 다시 사들이는 계획에 서명해 같은해 6월 중순에 이것이 공식화가 되어, 위기 극복의 기반을 마련했다. 1983년에는 본사에서 제작하는 모터사이클 클럽인 할리 오너스 그룹(Harley Owners Group, HOG)을 결성했다. 2017년 현재 미국 내 판매량이 점점 감소하는 추세에 있다.

## 특징
배기량 749cc 이상의 대형 모터사이클을 제조하고 있으며, V형 트윈엔진에서 나오는 진동과 말발굽 소리와 비슷한 엔진 배기음이 독특하다. 이로 인해 전 세계적으로 이것에 열광한 많은 매니아가 있다.

## 기술개발
1909년 V2엔진 - 7마력의 힘과 시속 96km를 자랑
1936년 1000cc OHV방식 엔진 - 실린더 헤드 위에 위치하는 로커 커버의 모습이 움켜쥔 주먹처럼 생겼다고 해서 '너클 해드'라는 별칭을 얻음
1948년 1200cc 엔진 - 알루미늄 실린더 헤드 사용
1984년 에보(Evo)엔진 - 로커 커버 모습이 벽돌처럼 생겼다고 해서 '블록 헤드'라는 별칭 갖고 있음

## 대한민국 내에서의 역사
처음에는 병행수입업체 및 서울특별시 중구 퇴계로 등에 밀집된 수입 모터사이클 판매점을 통해 판매를 하다가 1999년, 서울특별시 용산구 한남동 794-4번지(한남대로 158)에서 공식수입업체인 "할리데이비슨 코리아"가 창립되어 정식 수입 및 판매를 하기 시작하였으며, HOG(Harley Owners Group) 코리아 쳅터(HOG Korea Chapter)를 두고, 투어링이나 지역활동에 공헌하고 있다. 대한민국의 유명인에서는, 최민수 등이 할리의 애호가로 알려져 있다. 아르헨티나계 미국 배우인 로렌조 라마스가 주연으로 나왔던 미국 드라마로 MBC에서 주말에 방영했던 《레니게이드》를 통해 할리데이비슨이 널리 알려졌다.

## 시리즈

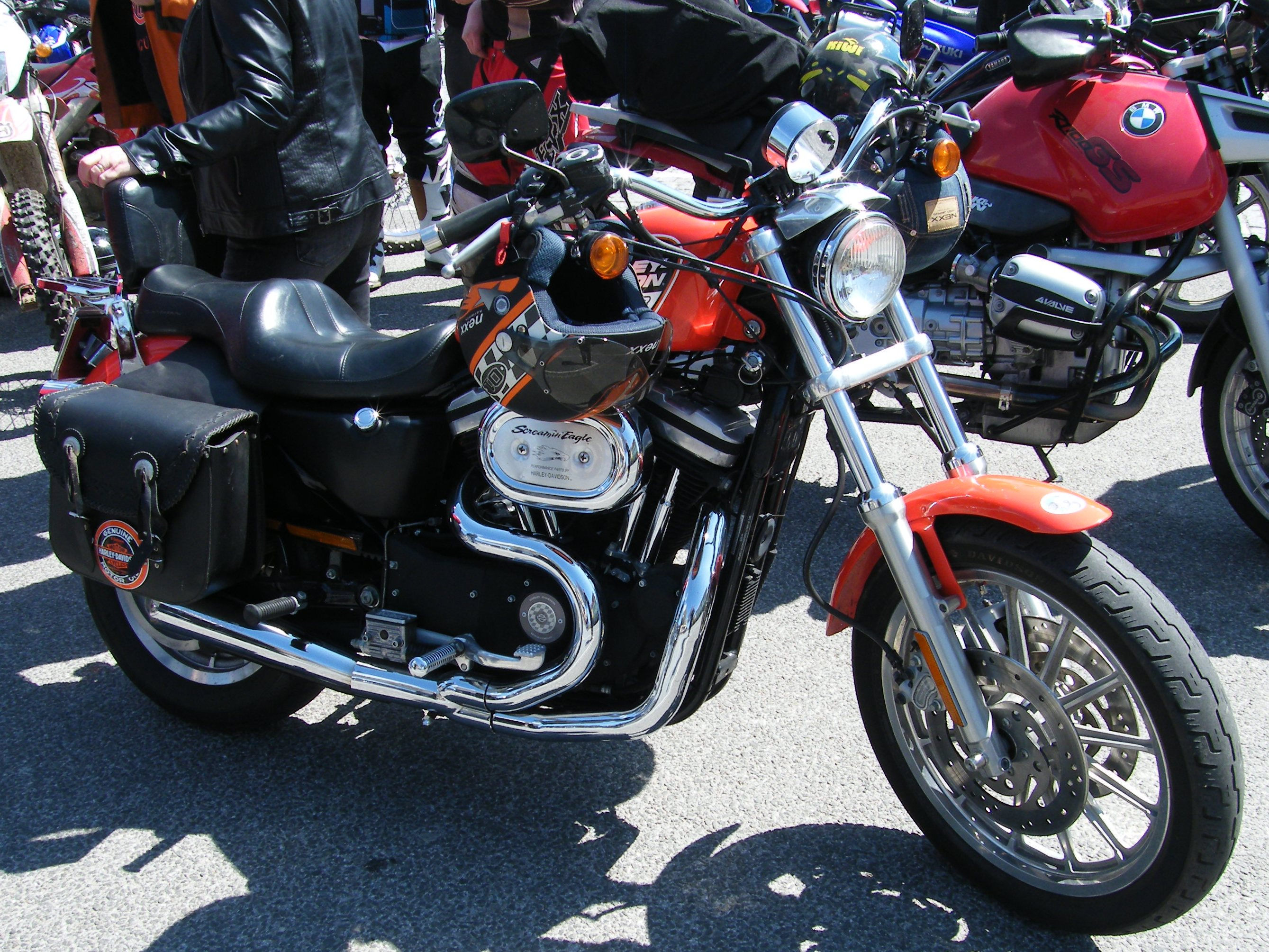
스포스터 883

- 스포스터 - 할리데이비슨 시리즈 중 883cc에서 1200cc급에 해당하는 차종. XR1200은 유럽 시장의 요망에 의해 제작된 최신 모델.
- 다이나 - 1971년, 아서 데이비드슨(Arthur Davidson)의 손자인 윌리 G. 데이비드슨(Willie G. Davidson)에 의해 설계된 커스텀 스타일의 바이크.
- 소프테일 - 레트로 룩(Retro Look:복고)으로 대변되는 디자인에 최신 기술을 더한 베스트셀러 라인업.
- VSRC 패밀리 - 할리데이비슨 라인업 중 유일하게 수냉식 엔진을 탑재한 모델.
- 투어링 시리즈 - 대용량 수납공간(사이드백, 리어 박스)과 오디오 시스템을 갖춘 모델.
- CVO - 1,802cc 엔진을 탑재하였으며, 매년 전 세계적으로 소량의 한정모델만 생산됨.다이나 1450

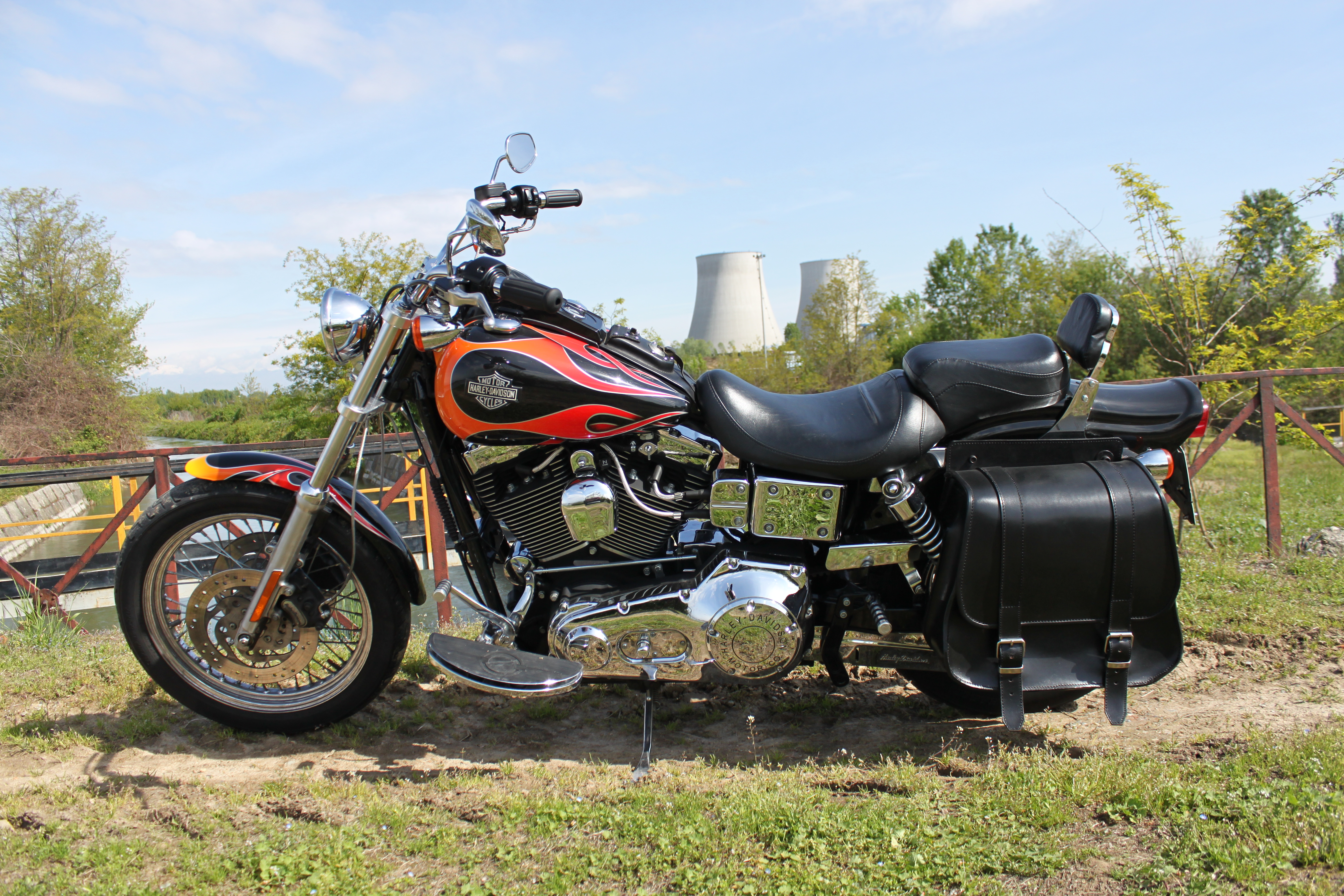
다이나 1450